# Volewijkspark

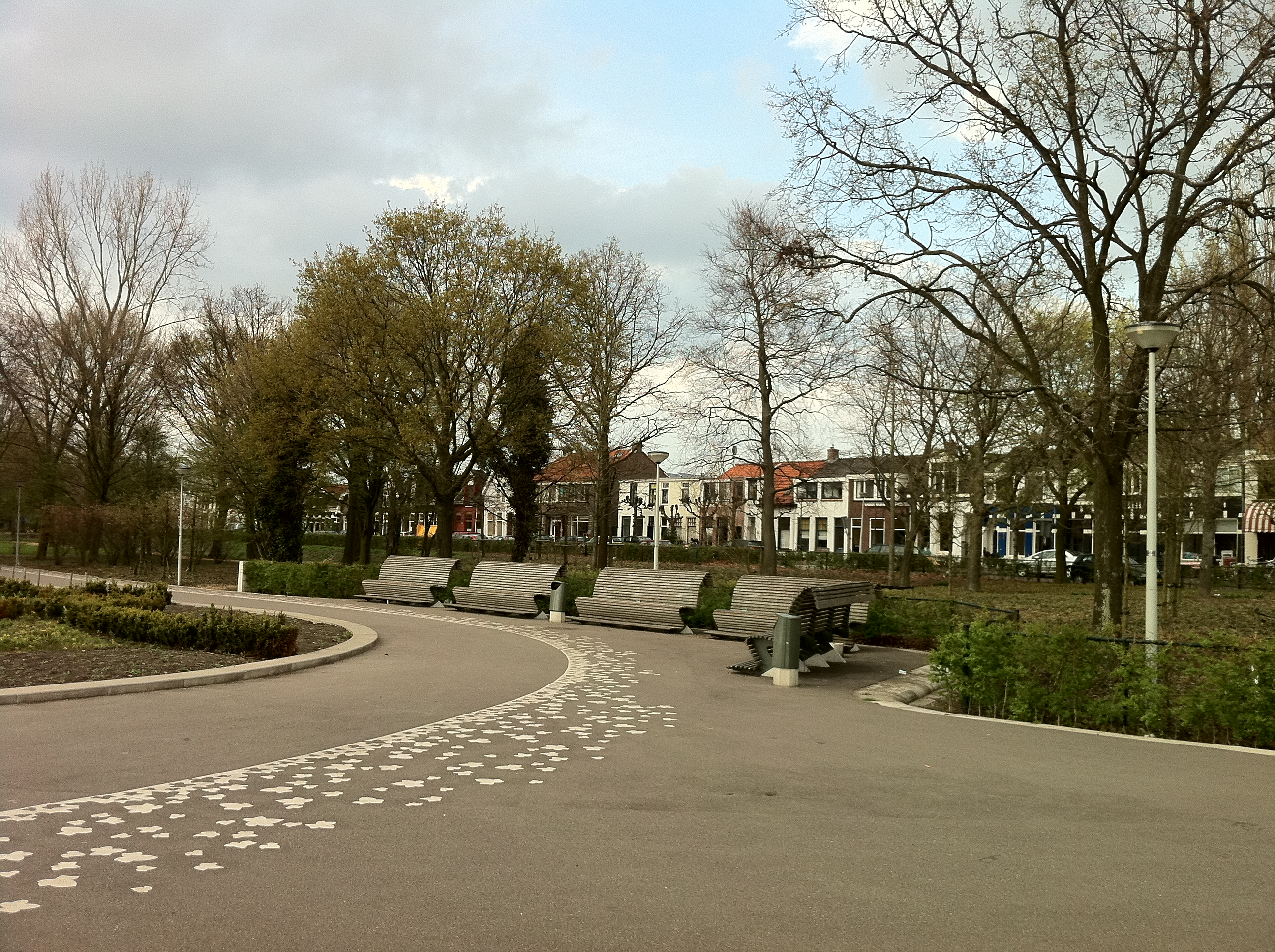
Voormalig Volewijkspark bij de Adelaarsweg

Het Volewijkspark is een voormalig park in Amsterdam-Noord. In 2014 is dit park, samen met het Florapark, dat aan de andere zijde van het Noordhollands Kanaal lag, samengevoegd tot Noorderpark.
Dit park dankte de naam aan de Volewijckslanden, in vroeger eeuwen een in het IJ uitspringende landtong en een verzamelplaats van vogels. Het gebied werd rond 1400 bedijkt en kwam toen onder jurisdictie van Amsterdam. Door de aanleg van het Noordhollandsch Kanaal werd het gebied in twee delen gespleten. Het park was bij de aanleg veel groter, doch is voor de aanleg van het noordelijk IJtunneltracé (Nieuwe Leeuwarderweg) belangrijk verkleind.